# بيرخن أوب زووم
بيرخن أوب زووم Bergen op Zoom  بلدية وبلدة بمقاطعة شمال برابنت، جنوبي هولندا.

## طوبوغرافيا
خريطة طوبوغرافية هولندية لبلدية بيرخن أوب زووم، مارس 2014، (تقرأ بعد ثلاث نقرات على الخريطة).

## توأمة
لبيرخن أوب زووم اتفاقيات توأمة مع كل من:
- Szczecinek [الإنجليزية]‏
- اودانارد
- إدمونتون

## معرض صور

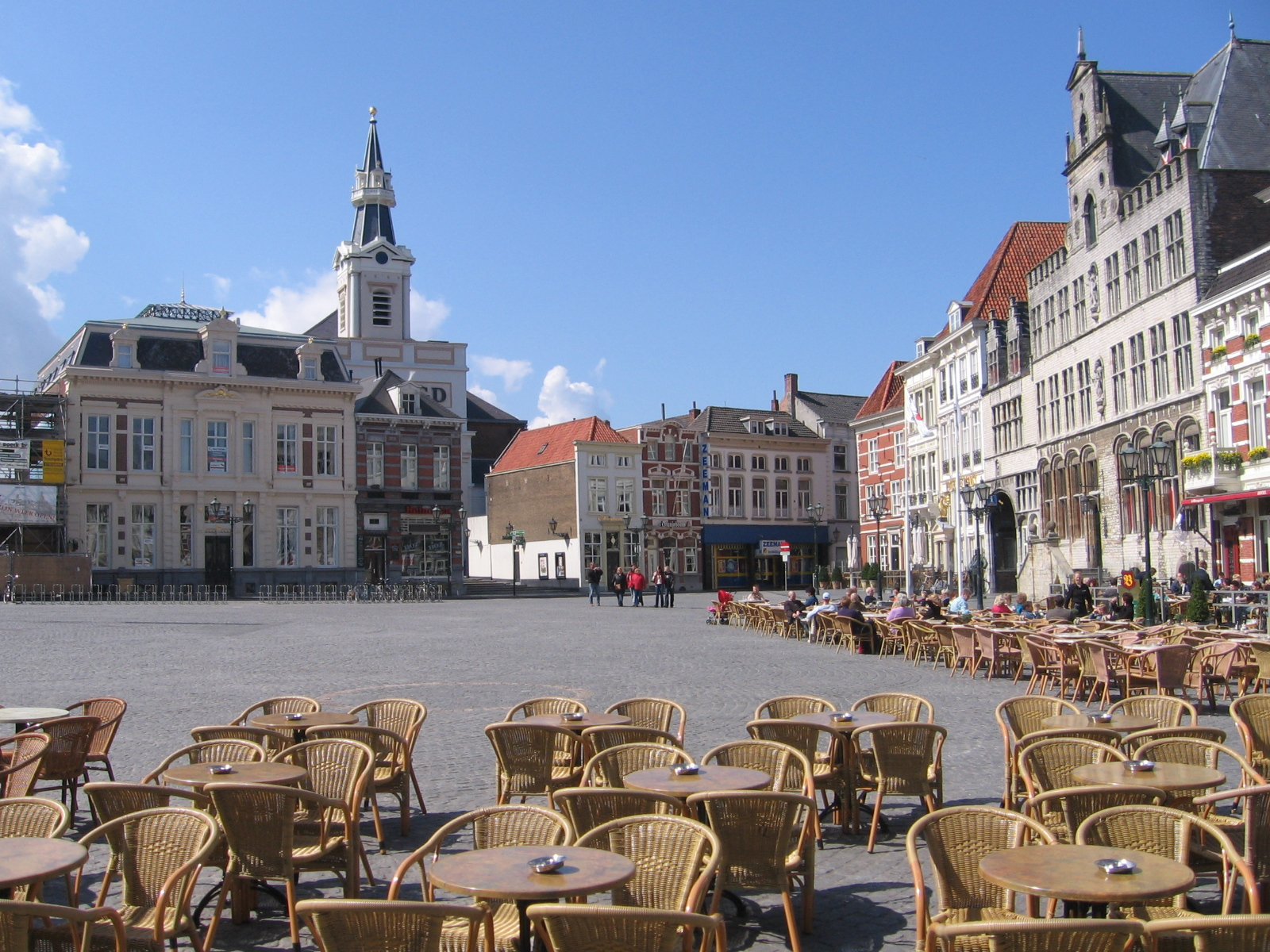
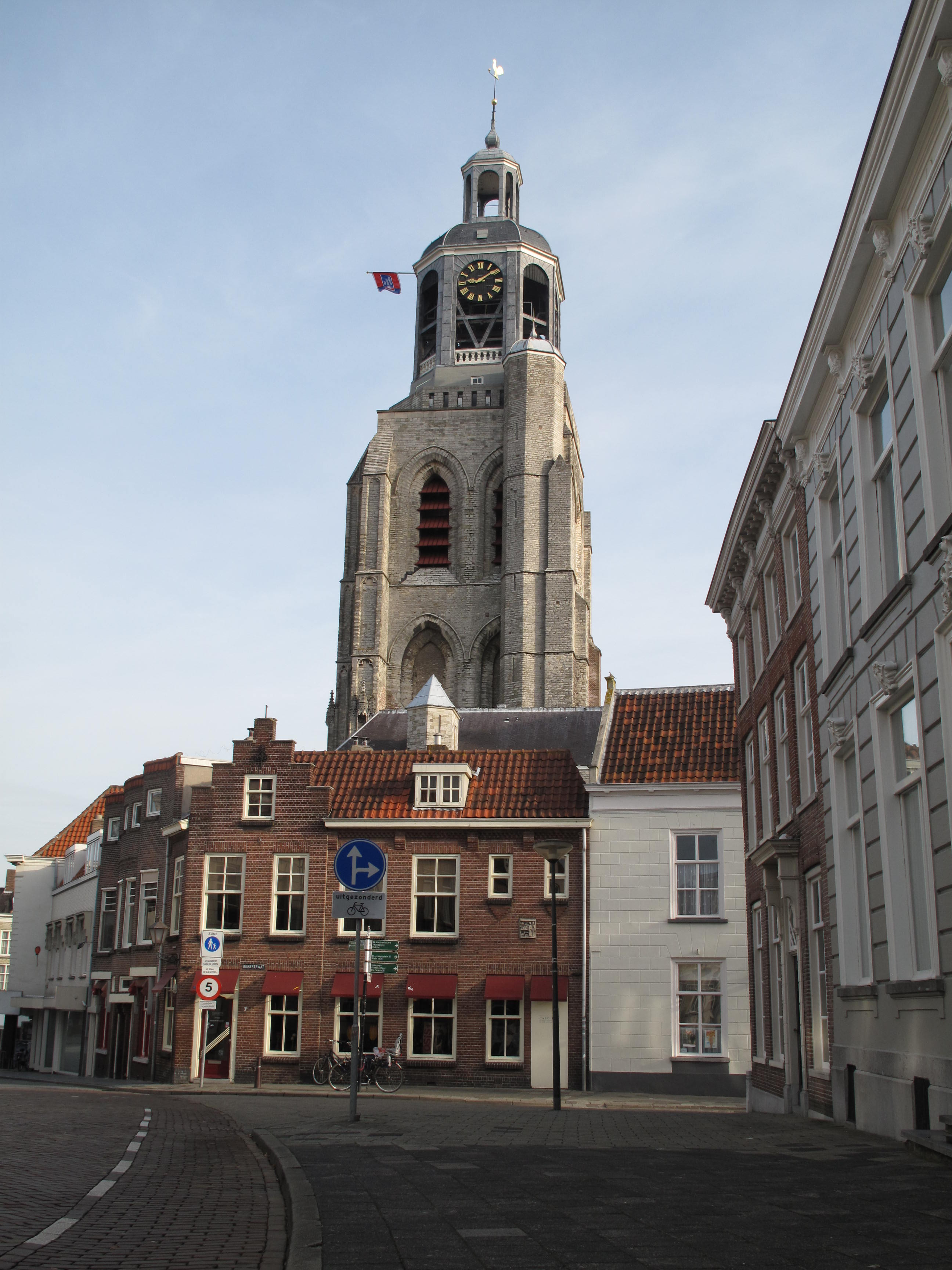
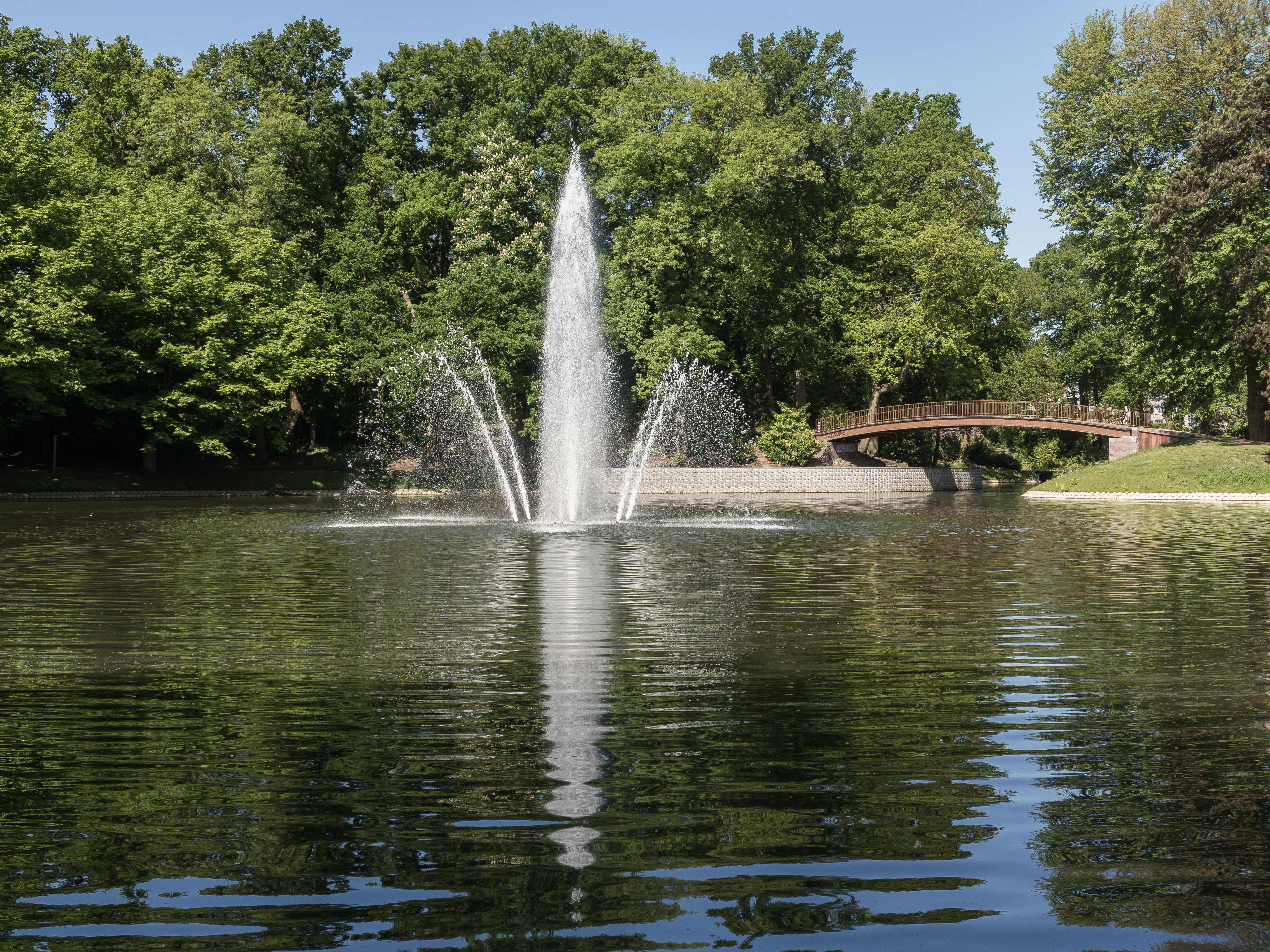

## أعلام
- لين يانسن
- ألبرت فوغل
- فؤاد إد عبد الحي
- فرانس ماس
- آبل تاماتا
- أسامة ادريسي